# FK Atlantas
El FK Atlantas fue un club de fútbol ubicado en Klaipėda, Lituania que jugó en la A Lyga, máxima categoría nacional.
Fue fundado en 1962 como «Granitas» y a partir de 1970 adoptó la denominación «Atlantas», que significa océano Atlántico en referencia a la tradición portuaria de la ciudad. En 1996 absorbió al otro equipo local, el Sirijus Klaipėda, para conformar la entidad actual. A lo largo de su historia ha ganado cuatro ligas lituanas (todas en la época soviética) y seis copas de Lituania.

## Historia
El equipo fue fundado en 1962 como «Granitas Klaipėda». Ocho años más tarde adoptaría la denominación «Atlantas» (en lituano, océano Atlántico) para su primer equipo, mientras que el filial conservó la marca anterior. La trayectoria del Atlantas durante la Unión Soviética se limitaría a la liga de la RSS de Lituania, con cuatro títulos a nivel local (1978, 1980, 1981 y 1984), seis copas lituanas, e incluso una participación en la temporada 1986 de la Primera Liga Soviética.
Con la independencia de Lituania en 1991, la ciudad de Klaipėda contó con dos equipos en la nueva Liga Lituana: el Sirijus y el Granitas. Ambos se fusionaron en 1996 para conformar el Atlantas actual. Su primera participación europea tuvo lugar en la Copa Intertoto de 2000, luego de quedar tercero la temporada anterior. En 2001 volvió a ganar la Copa Lituana, título que repetiría en 2003, y sus actuaciones ligueras mejoraron con dos subcampeonatos consecutivos. 
La Federación Lituana de Fútbol descendió administrativamente al Atlantas en 2009 por diversas irregularidades. La entidad tuvo que volver a empezar desde la tercera categoría, hasta que en 2011 regresó a la élite al haber recuperado la licencia profesional. Desde entonces sus éxitos más recientes han sido sido un subcampeonato de liga en 2014 y la final de la Copa de Lituania en 2015.
En enero de 2019 el club perdió a su principal patrocinador, y la municipalidad de Klaipėda anunció que el club desaparecería.
En febrero de 2019 el club cambió de dueño. El nuevo dueño era Vidas Adomaitis. El 5 de diciembre de 2019 la Federación Lituana de Fútbol anunció que dos equipos de la A Lyga, el FK Atlantas y el FK Palanga, habían sido excluidos de la A Lyga por arreglo de partidos, multados con 30,000 euros y descendidos a la 2 Lyga. Cinco jugadores fueron castigados con multas y la suspensión de toda actividad relacionada con el fútbol entre 6 y 12 meses.
El Atlantas estaba en la Antra lyga (3° nivel) en 2020 y en la primera vuelta iba en primer lugar entre seis equipos. En la fase final tenía esperanzas de ascender a la Pirma lyga, pero desapareció.

## Palmarés
| Competición                            | Títulos                            | Subcampeonatos                     |
| -------------------------------------- | ---------------------------------- | ---------------------------------- |
| A Lyga (0)                             | -                                  | 2001, 2002, 2013                   |
| Copa de Lituania (6)                   | 1977, 1981, 1983, 1986, 2001, 2003 | 2004, 2015                         |
| Liga Republicana Soviética Lituana (4) | 1978, 1980, 1981, 1984             | 1971, 1973, 1982, 1983, 1985, 1986 |

## Participación en competiciones europeas
| Temporada | Torneo             | Ronda            | País                | Club | Casa | Visita  | Global |
| --------- | ------------------ | ---------------- | ------------------- | ---- | ---- | ------- | ------ |
| 2001–02   | UEFA Cup           | Clasificatoria   | Rapid Bucureşti     | 0–4  | 0–8  | 0–12    |        |
| 2002–03   | UEFA Cup           | Clasificatoria   | Litex Lovech        | 0–5  | 1–3  | 1–8     |        |
| 2003–04   | UEFA Cup           | Clasificatoria   | Dyskobolia Grodzisk | 0–2  | 1–4  | 1–6     |        |
| 2004      | UEFA Intertoto Cup | Ronda 1          | FC Spartak Moscow   | 1–0  | 0–2  | 1–2     |        |
| 2005–06   | UEFA Cup           | Clasificatoria 1 | Rhyl                | 3–2  | 1–2  | 4–4 (a) |        |
| 2014–15   | UEFA Europa League | Clasificatoria 1 | FC Differdange 03   | 0–1  | 3–1  | 3–2     |        |
| 2014–15   | UEFA Europa League | Clasificatoria 2 | Shakhter Karagandy  | 0–0  | 0–3  | 0–3     |        |
| 2015–16   | UEFA Europa League | Clasificatoria 1 | Beroe               | 0–2  | 1–3  | 1–5     |        |
| 2016–17   | UEFA Europa League | Clasificatoria 1 | HJK                 | 0–2  | 1–1  | 1–3     |        |
| 2017-18   | UEFA Europa League | Clasificatoria 1 | Kairat              | 1–2  | 0-6  | 1–8     |        |